# 第一屆國民大會湖南省代表
第一屆國民大會代表，於1947年11月21日至11月23日，全國同時舉行第一屆國民大會代表選舉。應選3045席實選2961席，隨中華民國政府遷台者一直沒有進行改選，許多代表一直當到過世，未過世者則一直擔任至1991年底方才全面退休。

## 湖南省
- 湖南省2市77縣，應選國大代表1名者計71縣市，應選國大代表2名者計8縣（瀏陽、湘潭、湘鄉、岳陽、常德、衡陽、耒陽、邵陽），合計87名。國民黨籍72人，青年黨籍7人，民社黨籍4人，無黨籍4人。
- 凡姓名有Δ記號者係因退讓而當選之代表[1]

### 直屬省政府(2市)
| 選區   | 名額 | 當選名單 | 候補名單 | 遞補人及遞補時間 | 備註 |
| ------ | ---- | -------- | -------- | ---------------- | ---- |
| 長沙市 | 1    | 黃登     |          |                  |      |
| 衡陽市 | 1    | 廖雲章   |          |                  |      |

### 第一行政督察區(8縣)
| 選區   | 名額 | 當選名單         | 候補名單                 | 遞補人及遞補時間        | 備註   |
| ------ | ---- | ---------------- | ------------------------ | ----------------------- | ------ |
| 岳陽縣 | 2    | 賀衷寒、周靜芷   |                          |                         |        |
| 長沙縣 | 1    | 余藉傳           | 黃德安、張繼悅           | 張繼悅(民國49年3月15日) |        |
| 湘陰縣 | 1    | 李樹森           |                          |                         |        |
| 瀏陽縣 | 2    | 羅正亮、蕭岷     |                          |                         |        |
| 醴陵縣 | 1    | 程潛             | 劉斐                     |                         |        |
| 湘潭縣 | 2    | 王洪波、吳琛(女) | 羅挺異、朱馨、王德宏(女) | 羅挺異(民國42年8月1日)  | [ 10 ] |
| 平江縣 | 1    | 李航寰           | 李崇詩                   | 李崇詩                  |        |
| 臨湘縣 | 1    | 王翦波           |                          |                         |        |

### 第二行政督察區(8縣)
| 選區   | 名額 | 當選名單       | 候補名單               | 遞補人及遞補時間 | 備註 |
| ------ | ---- | -------------- | ---------------------- | ---------------- | ---- |
| 衡陽縣 | 2    | 羅毅、萬衡     | 陳祖威、成士瑜、王風雄 | 陳祖威 成士瑜    |      |
| 茶陵縣 | 1    | 劉柔遠         |                        |                  |      |
| 衡山縣 | 1    | 趙恆惕         |                        |                  |      |
| 耒陽縣 | 2    | 邱一鶚、徐慧玉 | 谷熹                   | 谷熹             |      |
| 攸縣   | 1    | 彭運斌         |                        |                  |      |
| 常寧縣 | 1    | 蕭新民         |                        |                  |      |
| 安仁縣 | 1    | 周臨之         |                        |                  |      |
| 酃縣   | 1    | 霍揆彰         |                        |                  |      |

### 第三行政督察區(10縣)
| 選區   | 名額 | 當選名單     | 候補名單     | 遞補人及遞補時間              | 備註                                             |
| ------ | ---- | ------------ | ------------ | ----------------------------- | ------------------------------------------------ |
| 郴縣   | 1    | 李達九(退讓) | 鄧武、武希良 | 鄧武Δ 武希良(民國66年9月29日) |                                                  |
| 桂陽縣 | 1    | 劉子亞       | 李穠         | 李穠(民國60年6月19日)         |                                                  |
| 永興縣 | 1    | 曹日暉(退讓) | 李鍾祺       | 李鍾祺Δ(青年黨)               | 曹日暉得票多當選後被迫退讓給李鍾祺，到台後又遞補 |
| 宜章縣 | 1    | 彭旭         |              |                               |                                                  |
| 臨武縣 | 1    | 杜從戎       |              |                               |                                                  |
| 桂東縣 | 1    | 郭威廉       |              |                               |                                                  |
| 汝城縣 | 1    | 袁同疇       |              |                               |                                                  |
| 藍山縣 | 1    | 鍾華諤       |              |                               |                                                  |
| 嘉禾縣 | 1    | 李若霖       | 雷嘯岑       | 雷嘯岑                        |                                                  |
| 資興縣 | 1    | 何群生       | 金遠詢       | 金遠詢                        |                                                  |

### 第四行政督察區(9縣)
| 選區   | 名額 | 當選名單           | 候補名單       | 遞補人及遞補時間        | 備註                     |
| ------ | ---- | ------------------ | -------------- | ----------------------- | ------------------------ |
| 常德縣 | 2    | 李峻(退讓)、劉曼珠 | 譚肖崖         | 譚肖崖Δ                 |                          |
| 澧縣   | 1    | 鄭翼承             |                |                         |                          |
| 桃源縣 | 1    | 余清治             | 李鐵如         | 李鐵如                  |                          |
| 石門縣 | 1    | 唐俊德             |                |                         |                          |
| 慈利縣 | 1    | 王育瑛(退讓)       | 周自拔         | 周自拔Δ                 | 王育瑛去台後又遞補為代表 |
| 南縣   | 1    | 廖敦文             | 楊伯先、湯秀松 | 湯秀松(民國42年9月11日) |                          |
| 華容縣 | 1    | 劉公武             | 劉卓炎         | 劉卓炎(民國42年8月1日)  |                          |
| 安鄉縣 | 1    | 張鶴齡             | 易箴言、裴力之 | 裴力之(民國44年7月9日)  |                          |
| 臨澧縣 | 1    | 王素波             | 鄧伯粹         | 鄧伯粹                  |                          |

### 第五行政督察區(6縣)
| 選區   | 名額 | 當選名單       | 候補名單               | 遞補人及遞補時間              | 備註   |
| ------ | ---- | -------------- | ---------------------- | ----------------------------- | ------ |
| 益陽縣 | 1    | 蔡杞材         | 段輔堯、夏楚中         | 段輔堯 夏楚中(民國69年9月1日) |        |
| 湘鄉縣 | 2    | 毛秉文、曾寶蓀 | 羅益增、張默君、羅浚叔 |                               | [ 38 ] |
| 安化縣 | 1    | 梁化中         |                        |                               |        |
| 漢壽縣 | 1    | 羅大凡         |                        |                               |        |
| 寧鄉縣 | 1    | 賀耀祖         | 魯岱                   | 魯岱                          |        |
| 沅江縣 | 1    | 王恢先         | 石菽庭                 | 石菽庭                        |        |

### 第六行政督察區(6縣)
| 選區   | 名額 | 當選名單     | 候補名單 | 遞補人及遞補時間 | 備註 |
| ------ | ---- | ------------ | -------- | ---------------- | ---- |
| 邵陽縣 | 2    | 周磐、蔣志雲 | 楊繼榮   | 楊繼榮           |      |
| 新化縣 | 1    | 蕭炳星       |          |                  |      |
| 隆回縣 | 1    | 劉鎮越       |          |                  |      |
| 武岡縣 | 1    | 唐際清       |          |                  |      |
| 新寧縣 | 1    | 陳琮         |          |                  |      |
| 城步縣 | 1    | 段夢暉       |          |                  |      |

### 第七行政督察區(8縣)
| 選區   | 名額 | 當選名單     | 候補名單 | 遞補人及遞補時間        | 備註 |
| ------ | ---- | ------------ | -------- | ----------------------- | ---- |
| 零陵縣 | 1    | 趙可夫       | 蔣當翊   | 蔣當翊                  |      |
| 祁陽縣 | 1    | 蔣伏生       | 管歐     | 管歐(民國68年6月29日)   |      |
| 寧遠縣 | 1    | 李毓九       |          |                         |      |
| 東安縣 | 1    | 唐生智       | 蔣鋤歐   | 蔣鋤歐                  |      |
| 新田縣 | 1    | 陸瑞榮       | 蔣默掀   | 蔣默掀(民國68年9月20日) |      |
| 永明縣 | 1    | 蒲荻村(退讓) | 盧望嶼   | 盧望嶼Δ                 |      |
| 江華縣 | 1    | 丘贊良       |          |                         |      |
| 道縣   | 1    | 周希洪       |          |                         |      |

### 第八行政督察區(6縣)
| 選區   | 名額 | 當選名單     | 候補名單     | 遞補人及遞補時間              | 備註 |
| ------ | ---- | ------------ | ------------ | ----------------------------- | ---- |
| 永順縣 | 1    | 符泰乾(退讓) | 彭雲伯、王時 | 彭雲伯Δ 王時(民國42年4月14日) |      |
| 保靖縣 | 1    | 喻英奇       |              |                               |      |
| 龍山縣 | 1    | 田植         |              |                               |      |
| 桑植縣 | 1    | 王尚質       |              |                               |      |
| 大庸縣 | 1    | 李佑琦       |              |                               |      |
| 古丈縣 | 1    | 雙景五       |              |                               |      |

### 第九行政督察區(8縣)
| 選區   | 名額 | 當選名單 | 候補名單 | 遞補人及遞補時間       | 備註 |
| ------ | ---- | -------- | -------- | ---------------------- | ---- |
| 沅陵縣 | 1    | 何沛霖   | 鄔繩武   | 鄔繩武(民國41年6月7日) |      |
| 漵浦縣 | 1    | 賀楚強   |          |                        |      |
| 瀘溪縣 | 1    | 高容     | 龔德柏   | 龔德柏                 |      |
| 辰谿縣 | 1    | 張中寧   |          |                        |      |
| 鳳凰縣 | 1    | 戴季韜   |          |                        |      |
| 乾城縣 | 1    | 舒光寳   |          |                        |      |
| 永綏縣 | 1    | 宋琳卿   |          |                        |      |
| 麻陽縣 | 1    | 滕嗣焱   |          |                        |      |

### 第十行政督察區(8縣)
| 選區   | 名額 | 當選名單 | 候補名單 | 遞補人及遞補時間 | 備註 |
| ------ | ---- | -------- | -------- | ---------------- | --- |
| 會同縣 | 1    | 梁文獻   |          |                  | |
| 芷江縣 | 1    | 楊永清   |          |                  | |
| 綏寧縣 | 1    | 龍懷麟   |          |                  | |
| 黔陽縣 | 1    | 潘壯飛   | 施昌璧   | 施昌璧           | 黔陽縣參加競選國大代表的有：潘壯飛、危道豐、周道南、謝基夏、施昌璧、陳繩威6人。潘壯飛得12000餘票最多當選，出席國民大會。中央提名代表施昌璧得3000餘票落選，後投江自殺獲救，得於國大閉幕多時後發給證書報到 |
| 晃縣   | 1    | 舒毓鳳   |          |                  | |
| 靖縣   | 1    | 黃鳳池   |          |                  | |
| 通道縣 | 1    | 粟昌福   |          |                  | |
| 懷化縣 | 1    | 滕國英   |          |                  | |